# Filipinci
Filipinci su australsko-oceanijska etnička skupina podrijetlom s otoka Filipina. Postoji oko 104 milijuna Filipinaca na Filipinima, i oko 11 milijuna izvan Filipinima. 
Postoji oko 180 jezika u Filipinima, a većina njih pripadaju austronezijskoj jezičnoj skupini, najvećih broj govornika imaju tagalog i cebuano jezici.  Službeni jezici na Filipinima su filipinski i engleski, a većina Filipinaca su dvojezični ili trojezični.
Većina Filipinaca sebe kolokvijalno naziva "Pinoy" (žensk: "Pinay"), što je sleng riječ formirane uzimajući posljednja četiri slova "Filipinski" i dodavanjem sufiks "-y". Naziv Filipinski je prvi je dao španjolski istraživač Ruy López de Villalobos, koji je nazvao otoke "las Islas Filipinas" ("Filipinski otoci") po Filipu II. španjolskom kralju.
Filipini su bili španjolska kolonija više od 300 godina, zbog čega je filipinska kultura i ljudi dosta hispanizirani. Oko 90% filipinskog stanovništva identificira se kao Rimokatolici, a mnogo ih ima španjolska imena. Filipinski Odjel za statistiku ne broji ljude prema rasnoj podjeli te službeni postotak o broju Filipinaca sa španjolskim podrijetlom nije poznat. Istraživanje koje su proveli na Sveučilištu Stanford na temelju DNK uzoraka daje podatke da 3,6% Filipinaca imaju europske gene.